# Xã Texas, Quận Lee, Arkansas
Xã Texas (tiếng Anh: Texas Township) là một xã thuộc quận Lee, tiểu bang Arkansas, Hoa Kỳ. Năm 2010, dân số của xã này là 383 người.